# Polirrenia

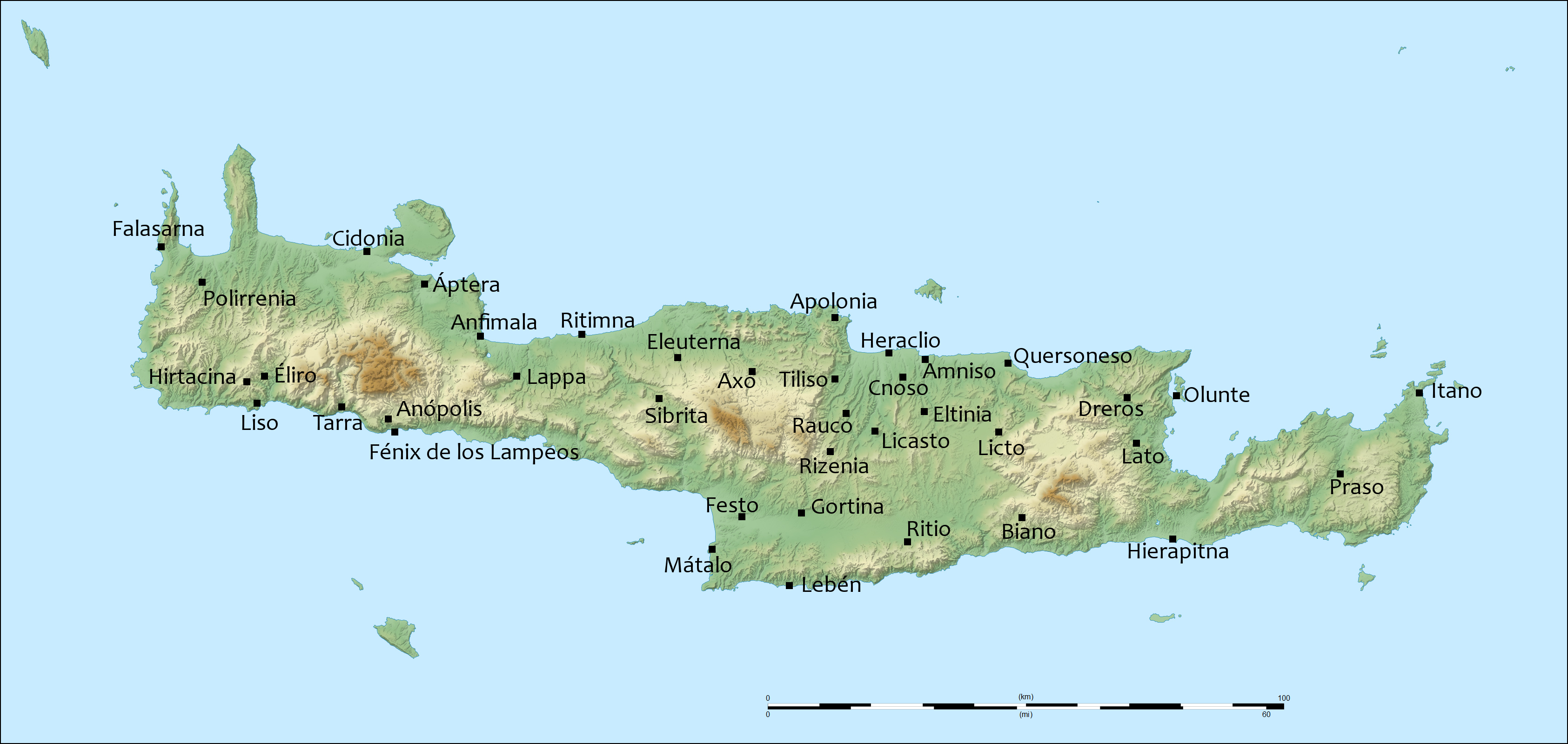
Mapa de Creta con la ubicación de algunas de las principales ciudades en los periodos clásico y helenístico donde figura Polirrenia, en la zona occidental de la isla.

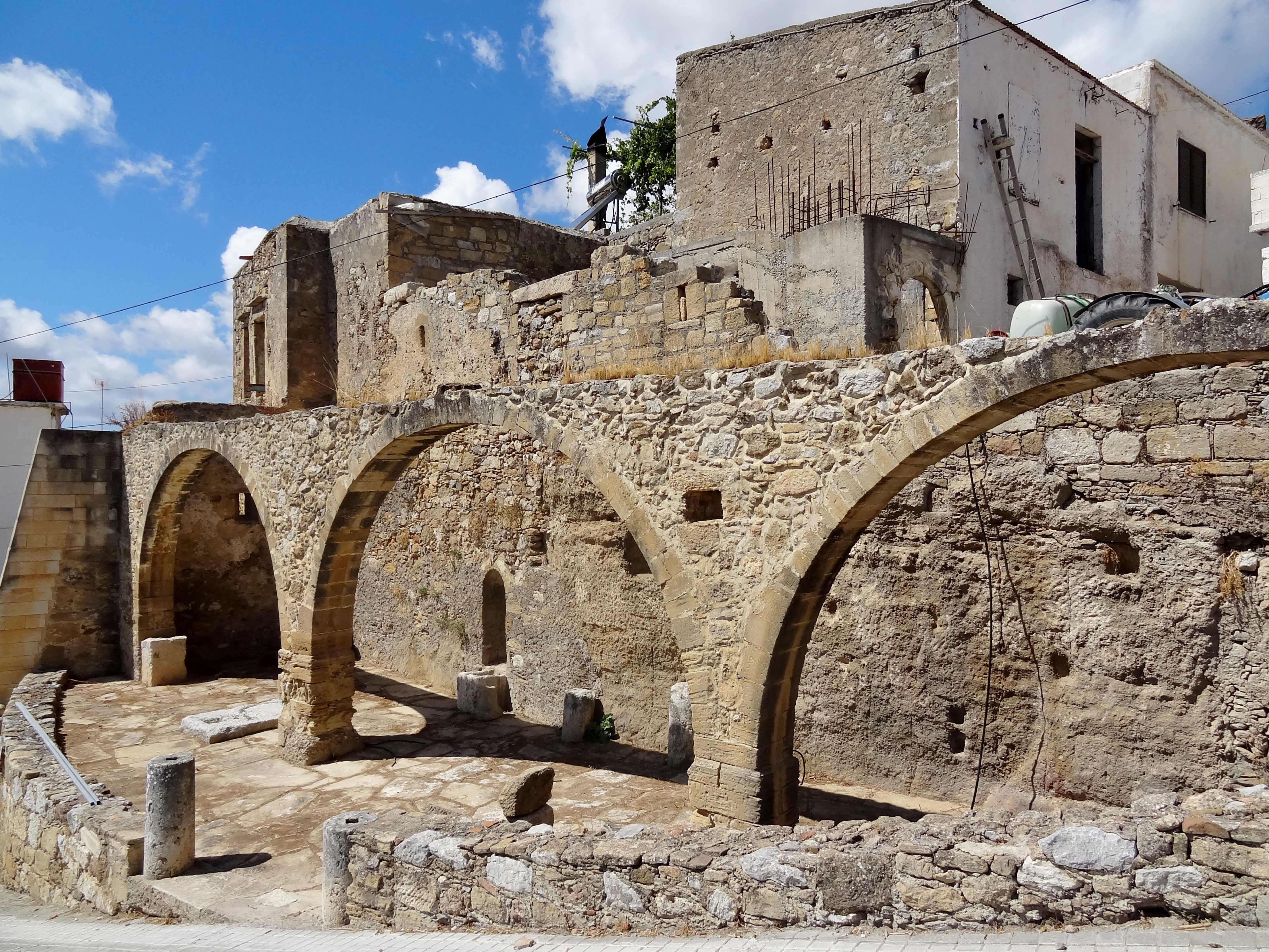
Ruinas de la antigua ciudad en medio de la localidad actual.

Polirrenia (en griego, Πολυρρηνία) es el nombre de una antigua ciudad griega de Creta.
Estrabón la sitúa a sesenta estadios de Falasarna y a treinta del mar. Limitaba al este con Cidonia y en su territorio se encontraba el santuario de Dictina. Menciona que antiguamente los polirrenios vivían diseminados en aldeas pero luego los aqueos y los laconios fundaron una ciudad donde se concentraron todos ellos y amurallaron el lugar, que estaba orientado hacia el sur y ya estaba fortificado de manera natural.
Se localiza en la población moderna que tiene su mismo nombre.